# Olhão

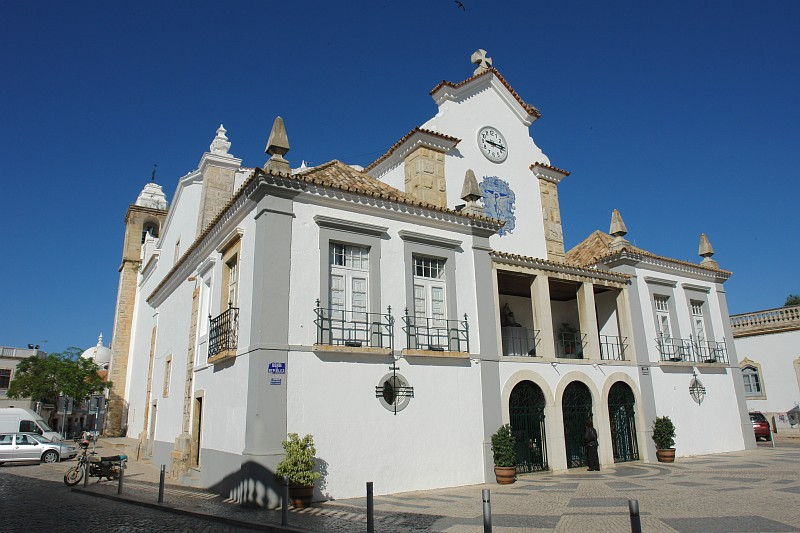
Biserica

Olhão este un oraș în Districtul Faro, Portugalia.

## Personalități născute aici
- Gonçalo Ramos (n. 2001), fotbalist.